# Niebla tuberculata
Niebla tuberculata är en lavart som beskrevs av Riefner, Bowler, J. E. Marsh & T. H. Nash. Niebla tuberculata ingår i släktet Niebla och familjen Ramalinaceae.   Inga underarter finns listade i Catalogue of Life.